# Micky Dolenz
George Michael Dolenz Jr., detto Micky (Los Angeles, 8 marzo 1945), è un attore e musicista statunitense.
È attivo anche come regista, autore e doppiatore di cartoon.

## Biografia
Nato in California, è figlio degli attori George Dolenz e Janelle Johnson.
Ha iniziato la sua carriera recitativa come attore bambino, protagonista della serie televisiva Corky, il ragazzo del circo, andata in onda negli anni '50 e in cui era accreditato come Mickey Braddock.
Nel 1965 è entrato nel cast della sitcom I Monkees ed è al contempo diventato il batterista e vocalist della band The Monkees, gruppo pop rock diventato "cult" nella seconda metà degli anni '60.
Dopo lo scioglimento del gruppo, ha pubblicato un album di materiale inedito con il progetto Dolenz, Jones, Boyce & Hart (1976), album a cui hanno partecipato Davy Jones, Bobby Hart, Tommy Boyce, cioè i musicisti dei Monkees, senza adottare però tale nome.
Negli anni '70 e '80 è stato attivo anche come solista.
Lavora o ha lavorato anche come doppiatore di cartoni animati (Il fantasma burlone, La famiglia Partridge 2200 A.D., Scooby-Doo, Butch Cassidy, The Tick).
Inoltre è attivo come regista televisivo, autore e conduttore televisivo.

## Filmografia parziale
Cinema

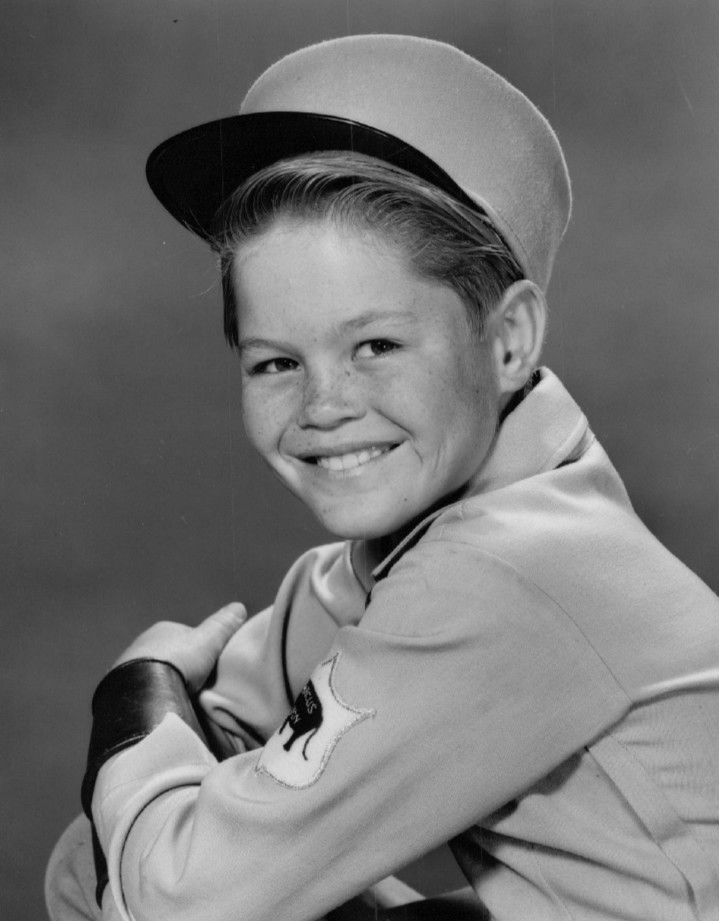
Micky Braddock nel 1958

- Sogni perduti (Head), regia di Bob Rafelson (1968)
- Keep Off My Grass!, regia di Shelley Berman (1975)
- Linda Lovelace for President, regia di Claudio Guzmán (1975)
- L'ultimo inganno (Deadfall), regia di Christopher Coppola (1993)
- Halloween - The Beginning (Halloween), regia di Rob Zombie (2007)

Televisione
- Corky, il ragazzo del circo (1956-1957)
- I Monkees (1966-1968)
- Io e i miei tre figli (My Three Sons) – serie TV, episodio 12x23 (1972)
- Il ritorno del maggiolino tutto matto (1997)